# Sábado (película argentina)
Sábado es una película argentina escrita y dirigida por Juan Villegas que se estrenó el 22 de agosto de 2002.

## Argumento
Un sábado más en una desolada e irreconocible ciudad de Buenos Aires. Seis jóvenes tratan de evitar la soledad complicando sus habituales recorridos, buscando sin éxito algo que les cambie o les produzca alguna sensación diferente que les devuelva el sentido. Entre ellos están: una pareja acostumbrada al aburrimiento, una chica que decidió estar sola y su novio que no quiere aceptarlo, un actor famoso que no parece sentirse cómodo en ningún lado y una chica que cree divertirse sin notar que se aburre todo el tiempo.Es una comedia melancólica sobre la incomodidad y el miedo.

## Reparto
- Gastón Pauls - Gastón Pauls
- Daniel Hendler - Martín
- Mariana Anghileri - Natalia
- Camila Toker - Camila
- Leonardo Murúa - Leopoldo
- Eva Sola - Andrea
- Federico Esquerro - Mozo del bar